# David García Santana
Pour les articles homonymes, voir David Garcia et García.
David García Santana, né le 25 février 1982 à Maspalomas (Espagne), est un footballeur espagnol évoluant au poste de défenseur central à l'UD Tamaraceite.

## Biographie
García rejoint l'UD Las Palmas en 2003. À la suite de la descente du club en Segunda División B à l'issue de la saison 2003-2004, il obtient une place de titulaire et s'installe dans la défense. Fidèle au club, García en devient le capitaine et le joueur le plus capé, dépassant Germán Dévora.
Il dispute avec cette équipe 52 matchs en première division, et plus de 300 matchs en deuxième division.